# Amblypodia sphetys
Amblypodia sphetys är en fjärilsart som beskrevs av Hans Fruhstorfer 1934. Amblypodia sphetys ingår i släktet Amblypodia och familjen juvelvingar. Inga underarter finns listade i Catalogue of Life.